# Saison 18 de New York, police judiciaire
Chronologie
Saison 17 Saison 19
La dix-huitième saison de New York, police judiciaire, série télévisée américaine, est constituée de dix-huit épisodes, diffusée du 2 janvier 2008 au 21 mai 2008 sur NBC.
Les précédentes saisons duraient entre 22 et 24 épisodes, mais à la suite de la grève de la Writers Guild of America de 2007, le nombre d'épisodes de cette saison fut réduit à seulement 18. 
Par ailleurs, cette saison marque le départ du détective Ed Green interprété par Jesse L. Martin après neuf saisons.

## Distribution

### Acteurs principaux
- Jesse L. Martin : détective Ed Green (épisodes 1 à 14)
- Jeremy Sisto : détective Cyrus Lupo
- Anthony Anderson : détective Kevin Bernard (dès l'épisode 14)
- S. Epatha Merkerson : lieutenant Anita Van Buren
- Linus Roache : premier substitut du procureur Michael Cutter
- Alana de la Garza : substitut du procureur Connie Rubirosa
- Sam Waterston : procureur Jack McCoy

## Épisodes

### Épisode 1:Seule issue
- États-Unis : 2 janvier 2008 sur NBC

- États-Unis : 13,45 millions de téléspectateurs (première diffusion)

### Épisode 2:Dans le noir
- États-Unis : 2 janvier 2008 sur NBC

- États-Unis : 13,45 millions de téléspectateurs (première diffusion)

### Épisode 3:Sujet tabou
- États-Unis : 9 janvier 2008 sur NBC

- États-Unis : 11,05 millions de téléspectateurs (première diffusion)

### Épisode 4:Le Fin fond de l'histoire
- États-Unis : 16 janvier 2008 sur NBC

- États-Unis : 11,55 millions de téléspectateurs (première diffusion)

### Épisode 5:À armes égales
- États-Unis : 23 janvier 2008 sur NBC

- États-Unis : 10,33 millions de téléspectateurs (première diffusion)

### Épisode 6:Campagne meurtrière
- États-Unis : 30 janvier 2008 sur NBC

- États-Unis : 11,14 millions de téléspectateurs (première diffusion)

### Épisode 7:Double arnaque
- États-Unis : 6 février 2008 sur NBC

- États-Unis : 10,07 millions de téléspectateurs (première diffusion)

### Épisode 8:Pris de panique
- États-Unis : 13 février 2008 sur NBC

- États-Unis : 10,24 millions de téléspectateurs (première diffusion)

### Épisode 9:Erreur de cible
- États-Unis : 20 février 2008 sur NBC

- États-Unis : 10,85 millions de téléspectateurs (première diffusion)

### Épisode 10:En deux temps
- États-Unis : 27 février 2008 sur NBC

- États-Unis : 11,45 millions de téléspectateurs (première diffusion)

### Épisode 11:Crime d'amour
- États-Unis : 5 mars 2008 sur NBC

- États-Unis : 9,68 millions de téléspectateurs (première diffusion)

### Épisode 12:Meurtres et vieilles bouteilles
- États-Unis : 12 mars 2008 sur NBC

- États-Unis : 11,68 millions de téléspectateurs (première diffusion)

### Épisode 13:Les Petits guerriers de Dieu
- États-Unis : 19 mars 2008 sur NBC

- États-Unis : 10,45 millions de téléspectateurs (première diffusion)

### Épisode 14:Les Joueurs anonymes
- États-Unis : 23 avril 2008 sur NBC

- États-Unis : 12,63 millions de téléspectateurs (première diffusion)

### Épisode 15:Pouvoir d'influence
- États-Unis : 30 avril 2008 sur NBC

- États-Unis : 9,62 millions de téléspectateurs (première diffusion)

### Épisode 16:De l'autre côté de la barrière
- États-Unis : 7 mai 2008 sur NBC

- États-Unis : 8,76 millions de téléspectateurs (première diffusion)

### Épisode 17:Usurpation d'identité
- États-Unis : 14 mai 2008 sur NBC

- États-Unis : 8,35 millions de téléspectateurs (première diffusion)

### Épisode 18:Les Dessous de l'affaire
- États-Unis : 21 mai 2008 sur NBC

- États-Unis : 8,45 millions de téléspectateurs (première diffusion)